# Masato Kawaguchi
Masato Kawaguchi (Tokyo, 18 juni 1981) is een voormalig Japans voetballer.

## Carrière
Masato Kawaguchi speelde tussen 2000 en 2009 voor Kyoto Purple Sanga, Albirex Niigata, Otsuka Pharmaceutical en Mitsubishi Motors Mizushima.

## Statistieken
| Japan   | Japan                       | Japan           | League | League | Emperor's Cup | Emperor's Cup | J-League Cup | J-League Cup | Totaal | Totaal |
| Seizoen | Club                        | League          | Wed.   | Goals  | Wed.          | Goals         | Wed.         | Goals        | Wed.   | Goals  |
| ------- | --------------------------- | --------------- | ------ | ------ | ------------- | ------------- | ------------ | ------------ | ------ | ------ |
| 2000    | Kyoto Purple Sanga          | J. League 1     | 1      | 0      | 0             | 0             | 1            | 0            | 2      | 0      |
| 2001    | Kyoto Purple Sanga          | J. League 2     | 0      | 0      | 0             | 0             | 0            | 0            | 0      | 0      |
| 2002    | Albirex Niigata             | J. League 2     | 0      | 0      | 0             | 0             | -            | -            | 0      | 0      |
| 2003    | Otsuka Pharmaceutical       | Football League | 19     | 0      | 2             | 0             | -            | -            | 21     | 0      |
| 2004    | Otsuka Pharmaceutical       | Football League | 3      | 0      | 0             | 0             | -            | -            | 3      | 0      |
| 2005    | Mitsubishi Motors Mizushima | Football League | 19     | 0      | 1             | 0             | -            | -            | 20     | 0      |
| 2006    | Mitsubishi Motors Mizushima | Football League | 23     | 2      | 3             | 2             | -            | -            | 26     | 4      |
| 2007    | Mitsubishi Motors Mizushima | Football League | 34     | 3      | 2             | 0             | -            | -            | 36     | 3      |
| 2008    | Mitsubishi Motors Mizushima | Football League | 31     | 2      | -             | -             | -            | -            | 31     | 2      |
| 2009    | Mitsubishi Motors Mizushima | Football League | 31     | 1      | 1             | 0             | -            | -            | 32     | 1      |
| Totaal  | Totaal                      | Totaal          | 161    | 8      | 9             | 2             | 1            | 0            | 171    | 10     |